# Serhiy Plokhiy
Serhiy Mykolaïovytch Plokhiy (en ukrainien : Сергій Миколайович Плохій ; en russe : Серге́й Никола́евич Пло́хий, Sergueï Nikolaïevitch Plokhi), né le 23 mai 1957, est un historien et auteur ukraino-américain spécialisé dans l'histoire de l'Ukraine, de l'Europe de l'Est et les études sur la guerre froide. Il est professeur d'histoire ukrainienne à l'université Harvard. Il est également le dirigeant du Harvard Ukrainian Research Institute.

## Biographie

### Famille, jeunesse
Serhiy Plokhiy naît le 23 mai 1957 à Nijni Novgorod, en Russie. Son père est ingénieur métallurgiste, et sa mère est pédiatre. Ils sont tous les deux originaires d'Ukraine. Serhiy Plokhiy passe son enfance et ses années d'école à Zaporijia, en Ukraine, où sa famille est revenue peu après sa naissance.

### Formation
Serhiy Plokhiy obtient en 1980 son diplôme de premier cycle en histoire et sciences sociales de l'université de Dnipropetrovsk, où il a étudié avec les professeurs Mykola Kovalsky et Yuri Mytsyk. Il obtient ensuite, en 1982, son diplôme d'études supérieures de l'université russe de l'Amitié des peuples, avec une spécialisation en historiographie et sur les études de source. Il reçoit en 1990 son diplôme d'habilitation en histoire de l'université nationale Taras-Chevtchenko de Kiev.

### Carrière
Entre 1983 et 1991, Serhiy Plokhiy enseigne à l'université de Dnipropetrovsk, où il est promu au rang de professeur ordinaire et occupe successivement plusieurs postes administratifs pendant la perestroïka. En 1996, après plusieurs nominations en tant que professeur d'histoire de la Russie à l'université de l'Alberta, Serhiy Plokhiy rejoint l'Institut canadien d'études ukrainiennes de l'université, où il fonde le programme de recherche sur la religion et la culture. Dans le cadre du Peter Jacyk Center for Ukrainian Historical Research, il participe à la publication de la traduction en anglais de l'ouvrage sur l'histoire de l'Ukraine par Mykhailo Hrushevsky.
Serhiy Plokhiy est ensuite nommé professeur Mykhailo Hrushevsky d'histoire ukrainienne à Harvard. Il est depuis 2013 le directeur du Harvard Ukrainian Research Institute, où il dirige un groupe de chercheurs travaillant sur MAPA: The Digital Atlas of Ukraine, un projet en ligne basé sur le Système d'information géographique.
Les recherches et les écrits de Serhiy Plokhiy portent sur l'histoire intellectuelle, religieuse, culturelle et internationale de l'Europe de l'Est, et particulièrement sur l'Ukraine. La papauté et l'Ukraine, sa première monographie, est un des rares livres publiés en Union soviétique qui traitent de l'histoire de la papauté non pas comme objet de propagande athée, mais comme sujet académique. Parmi les contributions les plus connues de Serhiy Plokhiy à l'étude des débuts de l'histoire moderne, il est l'auteur de The Origins of the Slavic Nations, une large étude de l'histoire de la région qui rejette les idées postulant la préexistence d'une ou de trois nationalités slaves orientales (russe, ukrainienne et biélorusse) avant la montée du nationalisme. Au lieu de cela, il propose un schéma alternatif de développement des identités prémodernes des Slaves orientaux. Il parle ainsi d'identités « proto-nationales » ou « ethno-nationales ».
Les recherches de Serhiy Plokhiy sur l'histoire de la guerre froide aboutissent à la publication de ses ouvrages Yalta: le prix de la paix et Le Dernier Empire. Dans ces deux ouvrages, Plokhiy conteste l'interprétation de l'effondrement de l'Union soviétique comme une victoire américaine dans la guerre froide ; selon lui, ce sont plutôt l'Ukraine et la Russie qui sont les deux républiques responsables de la fin de l'Union soviétique.

## Honneurs et récompenses
Les livres de Plokhiy sont publiés dans un bon nombre de langues. Ils sont ainsi traduits en lituanien, en biélorusse, en chinois, en estonien, en polonais, en portugais, en roumain, en espagnol, en russe et en ukrainien. Ils remportent de nombreux prix et récompenses.
Le dernier empire: les derniers jours de l'Union soviétique remporte en 2015 le prix Lionel Gelber du meilleur livre de non-fiction en anglais sur les problèmes mondiaux, et le prix 2015 du livre russe de Pushkin House, à Londres. Ses autres livres remportent également plusieurs distinctions, avec le prix Historia Nova du meilleur livre sur l'histoire intellectuelle de la Russie, le prix du livre de l'Association américaine des études ukrainiennes, le prix du livre de la Ligue nationale des femmes ukrainiennes d'Amérique, et le prix du livre de l'année, en biographies et mémoires, en Ukraine. Il est sélectionné pour le prix de la Fondation Lionel Gelber, pour le prix du livre Wallace A. Fergusson de la Société historique du Canada, pour le prix du livre Historia Zebrana de Pologne, et pour le Prix du livre de l'année en Ukraine.
Serhiy Plokhiy reçoit en 2009 le prix de la bourse d'études distinguée de la Early Slavic Studies Association. Il est nommé en 2013 Walter Channing Cabot Fellow de la Faculté des arts et des sciences de l'université Harvard pour son éminence scientifique dans le domaine de l'histoire.  Il reçoit en 2015 le prix Antonovych .
Son ouvrage Tchernobyl remporte en 2018 le prix Baillie Gifford (anciennement le prix Samuel Johnson). Cet ouvrage est jugé en 2019 être le plus complet sur le sujet de Tchernobyl.

## Œuvres publiées
- Serhiy Plokhiy, Les cosaques et la religion dans l'Ukraine moderne, Oxford University Press, 2002  (ISBN 978-0-19-924739-4).
- Serhiy Plokhiy, Tsars et cosaques: une étude en iconographie, Institut de recherche ukrainien, Université Harvard, 2003  (ISBN 978-0-916458-95-9).
- Serhiy Plokhiy et Frank E. Sysyn, Religion and Nation in Modern Ukraine, Institut canadien d'études ukrainiennes, 2003. (ISBN 978-1-895571-36-3).
- Serhiy Plokhiy, Unmaking Imperial Russia: Mykhailo Hrushevsky and the Writing of Ukrainian History, University of Toronto Press, 2005. (ISBN 978-0-8020-3937-8).
- Serhiy Plokhiy, The Origins of the Slavic Nations: Premodern Identities in Russia, Ukraine and Belarus, Cambridge University Press, 2006  (ISBN 978-0-521-86403-9).
- Serhiy Plokhiy, Ukraine and Russia: Representations of the Past, University of Toronto Press, 2008  (ISBN 978-0-8020-9327-1)
- S.M. Plokhiy, Yalta: Le prix de la paix, Viking Adult, 2010  (ISBN 0-670-02141-5).
- Serhiy Plokhiy, The Cossack Myth: History and Nationhood in the Age of Empires, Cambridge University Press, 2012  (ISBN 978-1107022102)
- Serhiy Plokhiy, Le dernier empire : les derniers jours de l'Union soviétique . New York: Basic Books, 2014. 520 pp. 32,00 $ (tissu)  (ISBN 978-0-465-05696-5).
- Serhiy Plokhiy, El último imperio. Los días finales de la Unión Soviética, Turner, 2015, 576 p.  (ISBN 978-8416142101).
- Serhiy Plokhiy, Les portes de l'Europe : une histoire de l'Ukraine, New York, Basic Books, 2015. - 395 pp.  (ISBN 978-0-465-05091-8).
- Serhiy Plokhiy, Royaume perdu : la quête de l'empire et la création de la nation russe, New York, Basic Books, 2017. - 398 pp.  (ISBN 978-0-465-09849-1).
- Serhiy Plokhiy, Forgotten Bastards of the Eastern Front: American Airmen behind the Soviet Lines and the Collapse of the Grand Alliance. Oxford University Press, 2019, ISBN, 9780190061029.
- Serhiy Plokhiy, Tchernobyl : Histoire d'une tragédie, Londres: Allen Lane, 2018[6],[7].
- Serhiy Plokhiy, Nuclear Folly: A History of the Cuban Missile Crisis, New York, W. W. Norton & Company, 2021  (ISBN 978-0-393-54081-9).
- Serhiy Plokhiy, Aux portes de l'Europe. Histoire de l'Ukraine, traduit de l'anglais (États-Unis) par Jacques Dalarun, Paris, Gallimard, 2022.
- Serhiy Plokhiy, La Guerre russo-ukrainienne. Le Retour de l’histoire, traduit de l'anglais (États-Unis) par Jacques Dalarun, Paris, Gallimard, 2023.